# Saxipoa
Saxipoa é um género monotípico de plantas com flores pertencentes à família Poaceae. A única espécie é Saxipoa saxicola.
A sua área de distribuição nativa é o sudeste da Austrália.